# نتيجة التمثيل الغذائي لمقاومة الأنسولين
درجة التمثيل الغذائي لمقاومة الأنسولين هو التمثيل الغذائي الفهرس وضعت بهدف تحديد الطرفية حساسية الأنسولين في البشر؛ وصف لأول مرة تحت اسم درجة التمثيل الغذائي لمقاومة الأنسولين من قبل بيلو شافولا وآخرون في عام 2018. طُوّر من قبل وحدة أمراض أبحاث التمثيل الغذائي في المعهد الوطني للسينسياس إم أوشديكاس سلفادور زوبير أوشني والتحقق من صحتها ضد المشبك فرط سكر الدم وإختبار تحمل الجلوكوز في الوريد الذي أخذت عينات منه بشكل متكرر في المكسيكي السكان. إنه بديل غير قائم على الأنسولين للطرق القائمة على الأنسولين لتحديد حساسية الأنسولين المحيطية وبديل عن تقييم نموذج الاستتباب (تقييم نموذج التماثل الساكن لمقاومة الأنسولين) ومؤشر فحص حساسية الأنسولين الكمي. يتحقق من صحة درجة التمثيل الغذائي لمقاومة الأنسولين حاليا لإستخدامه لتقييم مخاطر القلب والتمثيل الغذائي في السكان اللاتينيون.

## إشتقاق والتحقق
أنشئت درجة التمثيل الغذائي لمقاومة الأنسولين بإستخدام الإنحدار الخطي ضد م-القيمة تعديل بواسطة كتلة الجسم النحيل حصل عليها من تقنية مشبك الجلوكوز في المواد المكسيكية مع وبدون داء السكري من النوع 2. يقدر بإستخدام قيم مختبر الصيام بما في ذلك الجلوكوز (بالملغم/ديسيلتر)، الدهون الثلاثية (ملغ/ديسيلتر) وكوليسترول البروتين الدهني عالي الكثافة (في ملغ/ ديسيليتر) جنبا إلى جنب مع مؤشر كتلة الجسم (مؤشر كتلة الجسم). يمكن تقدير الفهرس باستخدام الصيغة التالية: 
نتيجة التمثيل الغذائي لمقاومة الأنسولين= لوغاريتم [2*جلوكوز (ملغ/ديسيليتر) + بروتينات ثلاثية الدهون (ملغ/ديسيليتر) ] * مؤشر كتلة الجسم * 2  (كغم/متر 2) / لوغاريتم [ كوليسترول البروتين الدهني عالي الكثافة (ملغ/ديسيليتر ) ]
المؤشر يحمل أهمية كبيرة الارتباط مع م-القيمة المعدلة بواسطة كتلة العجاف (ρ = -0.622) حصل عليها من دراسة المشبك فرط الأنسولين في الدم المعدلة حسب العمر والجنس وكذلك نموذج الحد الأدنى تقديرات حساسية الجلوكوز. في دراسة الأتراب السكاني المفتوح في السكان المكسيكيين، تبين أن درجة التمثيل الغذائي لمقاومة الأنسولين تتنبأ حادثة إقترح داء السكري من النوع 2 وقيمة درجة التمثيل الغذائي لمقاومة >50.0 ما يصل إلى ثلاثة أضعاف خطر الإصابة بمرض السكري من النوع 2 بعد ثلاث سنوات في المتوسط. في دراسة سكانية على مستوى الأمة للموضوعات الصينية، تبين أيضا أن درجة التمثيل الغذائي لمقاومة الأنسولين تحدد الأشخاص الذين يعانون من متلازمة التمثيل الغذائي بشكل مستقل عن السمنة. كما يتوقع درجة التمثيل الغذائي لمقاومة الأنسولين الأشعة تحت الحمراء محتوى الدهون الحشوية، الأنسجة الدهنية تحت الجلد، مستويات الأنسولين الصائم وتراكم الدهون خارج الرحم في الكبد والبنكرياس.

## مقارنة بالفهارس الأخرى
تمت مقارنة درجة التمثيل الغذائي لمقاومة الأنسولين ضد غيرها من الأساليب غير القائمة على الأنسولين لتقريب حساسية الأنسولين بما في ذلك مؤشر الدهون الثلاثية الجلوكوز، نسبة الدهون الثلاثية إلى كوليسترول البروتين الدهني عالي الكثافة، ومؤشر مؤشر كتلة الجسم الدهون الثلاثية الجلوكوز، مما أسفر عن إرتباط أعلى ومنطقة تحت تلقي منحنى خاصية التشغيل بالمقارنة مع هذه التدابير الأخرى. عند تقييم فائدته لتحديد متلازمة التمثيل الغذائي في الموضوعات الصينية، يو وآخرون. وأشار إلى أن فهارس الدهون الثلاثية الجلوكوز والدهون الثلاثية الجلوكوز/كوليسترول البروتين الدهني عالي الكثافة كان لها أداء متفوق في سكانها بسبب الإختلافات العرقية المحددة في تكوين الجسم. بالنظر إلى دور العرق في تعديل أداء الفهارس القائمة على الصيام لحساسية الأنسولين، يلزم إجراء مزيد من التقييمات في مجموعات سكانية مختلفة لتحديد أداء الأساليب غير القائمة على الأنسولين.

## أنظر أيضًا
- مقاومة الأنسولين
- تقييم نموذج الاستتباب
- داء السكري

## روابط خارجية
- آلة حاسبة لتقدير ميتس-إر ، مؤشر تيغ ونسبة تيغ / هدل-سي